# Карен Гусоф
Карен Гусоф (енгл. Caren Gussoff; рођена 16. фебруара 1973) је америчка књижевница фантастике, спекулативних романа и кратких прича.

## Биографија
Рођена је 16. фебруара 1973. у Њујорку, ромског је порекла. Завршила је Универзитет Колорадо у Боулдеру, Институт уметности у Чикагу и Радионицу писаца Clarion West где је 2008. године добила Меморијалну стипендију Октавија Батлера. Након објављивања првог романа Homecoming 2000. је номинована за The Village Voice. Њена друга књига The Wave and Other Stories је садржала новелу под утицајем The Waves Вирџиније Вулф. Њен трећи роман The Birthday Problem је постапокалиптичка научна фантастика, прича о заразној менталној болести. Остале њене фикције и есеји су антологизоване од стране Serpent's Tail, Seal Press и Prime Books. Ауторка је Writing Fiction: The Practical Guide. Комбиновала је научну фантастику и комедију у романима 2000—2005. Добитница је награде The Village Voice 2001, стипендије Гуливерове фондације за спекулативну књижевност 2009. и награде Елизабет Џорџ 2010. Тренутно живи у Сијетлу. Године 2020. је почела да користи удато презиме Сумптион у свом раду, тако да публикације објављује као Карен Гусоф и Карен Гусоф Сумптион.

## Радови

### Новеле
- Homecoming (2000)
- The Birthday Problem (2014)[6]

### Збирке кратких прича
- The Wave and Other Stories (2003)[7]
- Three Songs for Roxy (2015)[8]
- So Quick Bright Things Come to Confusion (2022)
- in Dracula: Rise of the Beast (2018)[9]

### Изабране антологије
- Strictly Casual (2003)
- Inappropriate Random: Stories on Sex and Love (2003)
- Writing Fiction: The Practical Guide from New York's Acclaimed Creative Writing School (2003)
- Tied in Knots: Funny Stories from the Wedding Day (2006)
- Fucking Daphne: Mostly True Stories and Fictions (2008)
- Destination: Future (2010)
- Daughters of Icarus (2013)
- Shades of Blue and Gray: Ghosts of the Civil War (2013)
- Handsome Devil: Tales of Sin and Seduction (2014)